# Ландиг, Вильгельм
Вильгельм Ландиг (нем. Wilhelm Landig, 20 декабря 1909, Вена — 1997) — австрийский писатель и идеолог эзотерического нацизма. Был членом СС и НСДАП. С 1971 года написал трилогию о мифе Туле, которая пользовалась особой популярностью в ультраправых кругах.

## Биография
Был убеждённым пангерманским националистом. Школьником он присоединился к молодёжной секции Freikorps Rossbach, а затем воевал в Freikorps «Deutsche Wehr» в Вене, двух из многих частных армий, сформированных после Первой мировой войны для защиты границ Германии и подавления левых восстаний.
После неудавшегося нацистского путча в Лампрехтсхаузене в 1934 году бежал в Германский рейх и поступил на службу в службу безопасности рейхсфюрера СС (СД), а затем в 8-ю кавалерийскую дивизию СС «Флориан Гейер», в последней дослужился до обершарфюрера. Затем работал в Институте эргономики Германского трудового фронта в Берлине. После аннексии Австрии ему было приказано вернуться в Вену, где он стал секретарем СД по секретным делам Рейха. Ландиг подчинялся непосредственно Бальдуру фон Шираху, но также имел хорошие отношения с Генрихом Гиммлером.
По его собственным утверждениям, Ландиг в это время работал над разработкой так называемой Reichsflugscheibe, летательным аппаратом который впоследствии стал распространённым мотивом в теориях заговора.
С 1942 по 1944 год воевал в составе Ваффен-СС на Балканах. Получил немецкие и хорватские награды за участие в жестоких антипартизанских кампаниях. В 1944 году был направлен из Белграда обратно в Вену для выполнения «особых задач», связанных с новыми военными технологиями. Осенью 1945 года он был автоматически арестован как бывший эсэсовец и интернирован в британский лагерь для военнопленных, где находился до 1947 года. После освобождения он занимался шпионажем, передавая советские разведданные низкого и среднего уровня важности западным службам безопасности.
В 1950 году в ателье Ландига, работавшего в то время и дизайнером, собрался небольшой оккультно-расистский кружок, который стал истоком послевоенного нацистского мистицизма. Другим основателем кружка был Рудольф Мунд, служивший на советском фронте и в Арденнах в звании лейтенанта Ваффен-СС. Кружок пытался преодолеть травму поражения, сочетая расистские мифы с оккультизмом. В центре внимания его участников был тайный «Голубой остров» в Арктике, который, по их представлениям, послужит истоком возрождения традиционной жизни. Эта идея восходит к Юлиусу Эволе и его книге «Восстание против современного мира» 1934 года, ставшей «Библией» группы Ландига.
Ландиг присоединился к различным правым партиям, таким как Ассоциация независимых (предшественница АПС) и DNAP.
Ландиг публиковал ряд правоэкстремистских изданий, таких как ежемесячный журнал «Комментарии к текущим событиям», а с 1955 года — «Европа-Корреспонденция». Он также основал издательство Volkstum в Вене, где публиковал собственные книги. Его основной работой стала трилогия о Туле, включающая тома «Идолы против Туле» (1971), «Время волков вокруг Туле» (1980) и «Повстанцы для Туле — Наследие Атлантиды» (1991).

## Идеи
Фёлькише-идеология Ландига, включавшая представления о «ариогерманском» превосходстве, была встроена в высокопарную метафизику примордиальная традиция Эволы. По его мнению, только североатлантические расы, особенно «арийские» германцы способны были понимать священную природу королевской власти, тайну ритуалов, инициации и посвящения, божественное происхождение патрицианского правления, рыцарства и жёсткой кастовой иерархии.
Ландиг возродил в Австрии и Германии ариософскую мифологию Туле, мифической земли, рассматриваемой как полярная родина древних «арийцев». Он создал идею чёрного солнца, призванного, по его мысли, заменить свастику и являвшегося мистическим источником энергии, способным возродить «арийскую расу». Ландиг популяризировал эзотерические идеи, распространённые среди донацистского движения фёлькише и в СС — Атлантида, доктрина вечного льда, доисторические наводнения и тайные расовые доктрины из Тибета. Он также обратил внимание на интерес нацистов к средневековым традициям катаров и Грааля как к альтернативной германской религии дуалистической ереси.
Ландиг и другие оккультно-фашистские идеологи распространяли истории о тайных немецких нацистских колониях под полярными ледниками, созданных после падения нацистской Германии и разработавших летающие тарелки и чудо-оружие. Обилие наблюдений НЛО, начавшееся в начале 1950-х годов, эти авторы объясняют созданием летающих тарелок укрывшимися нацистами. Падение нацистской Германии воспринимается ими как временная неудача. Утверждается, что укрывшиеся нацисты готовы избавить «арийцев» от «болезней» демократии и «иудео-христианства».
В трилогии о Туле, которая относится к массовой литературе, он использовал различные распространённые праворадикальные теории заговора, такие как Reichsflugscheibe, различные мифы об Организации бывших членов СС (ODESSA), Копье Судьбы и чёрное солнце. В центре каждого романа — меняющаяся команда СС, которая сохраняет активность вскоре после Второй мировой войны. «Туле» относится к последнему отступлению нацистского государства в Антарктиде. СС — самая важная точка отсчета для Ландига в сравнении с коррумпированной НСДАП, которая в романе использует «сокровище Рейха». Ландиг придал трилогии вид серьёзной литературы, заявляя, что изложил свои тайные знания в новой форме, чтобы обойти обязательство неразглашения. Эсэсовцы Туле, изображённые героями, сражаются с масонами и «вспомогательными войсками горы Сион» — эвфемизмом для обозначения евреев, которые обвиняются в желании создать мировое правительство. Летающие диски приводились в движение энергией Вриль — концепция, заимствованная из фантастического романа Эдуарда Булвер-Литтона «Грядущая раса» 1871 года. В рамках этого эсхатологического повествования Ландиг изобразил поражение национал-социализма как простой эпизод в его эзотерической борьбе, финальная битва которой ещё впереди.

## Влияние
По словам Антона Мегерле и Пауля Фридриха Хеллера, Вильгельм Ландиг был одним из «самых ярких представителей национал-социалистического эзотеризма в немецкоязычных странах». Он также был известен как связующее звено между различными представителями национал-социализма и новых правых. Ландиг был организаторам митингов и принимал участие в незаконной деятельности. Среди его знакомых были Мигель Серрано, Ганс-Ульрих Рудель и Юрген Ригер.
Ландиг был связан с молодым поколением неонацистских эзотерических авторов, особенно из Общества Темпельхоф. Это в значительной степени способствовало дальнейшему развитию и распространению идей кружка Ландига. Кружок Ландига существенно повлиял на послевоенный нацистский мистицизм.

## Публикации
- Humor hinter Stacheldraht. Heitere Seiten eines ernsten Kapitels. Royal-Edition, Wien 1951.
- Götzen gegen Thule. Ein Roman voller Wirklichkeit. Hans Pfeiffer Verlag, Hannover 1971, ISBN 3-87632-208-1.
- Wolfszeit um Thule. Volkstum-Verlag Landig, Wien 1980, ISBN 3-85342-033-8.
- Rebellen für Thule. Das Erbe von Atlantis. Volkstum-Verlag Landig, Wien 1991, ISBN 3-85342-044-3.